# Амирал Сесил (бронепалубен крайцер)
Амирал Сесил (на френски: Amiral Cécille) е бронепалубен крайцер 1-ви ранг от ВМС на Франция, построен през 1880-те години на 19 век. Той е развитие на проекта „Таж“ и става негова намалена версия. Предназначен за действия по комуникациите и има пълно ветрилно стъкмяване на барк. Наречен е в чест на френския адмирал и политик Жан Батист Сесил. По-късно служи като прототип за построения във Франция руски бронепалубен крайцер „Адмирал Корнилов“.

## Конструкция

### Корпус
По своята архитектура „Амирал Сесил“ е типичен представител на френските кораби от онова време. Силуетът на крайцера е определен от солидния таран, извития навътре борд и надвисналата кърма, развитието на полубака и полуюта. Корпусът на кораба е от стомана. Дъното е обшито с мед и тиково дърво.

### Въоръжение
От осемте 164 mm оръдия, по едно се намират в носовата и кърмовата части на кораба, на горната палуба. Останалите са разположени в спонсони. 138 милиметровите оръдия се намират в батарея на батарейната палуба.

### Брониране
Защитата на крайцера е осигурена преди всичко от бронирана палуба. Нейната скосеност достига до 2 метра под водолинията. Над нея да разположени кофердами с ширина един метър и водонепроницаеми отсеци, запълнени с целулоза.

### Силова установка
Крайцерът е оборудван с два хоризонтални парни машини с тройно разширение, считани по това време вече за остарели. Първоначално крайцерът има цилиндрични огнетръбни котли, които по-късно, след модернизация през 1900 г., са заменени с водотръбните котли „Белвил“.

## История на службата
„Амирал Сесил“ е заложен за строеж през август 1886 г. в Ла Сен сюр Мер, в частната корабостроителница Forges et Chantiers de la Mediterranee. На вода крайцерът е спуснат на 3 май 1888 г., а в строя влиза през септември 1890 г. През 1900 г. крайцерът е превъоръжен с оръдия нови модели. Изведен от експлоатация и предаден за скрап през 1919 г.

## Оценка на проекта
Както и предшествениците си, „Сфакс“ и „Таж“, „Амирал Сесил“ е признат за сполучлив проект. Скоростта на кораба, при влизането в строя, е считана за достатъчно висока, а въоръжението му позволява да се справи с по-голямата част от британските крайцери. Заедно с това обаче, въоръжението не е разположено по най-удачния начин. 164 mm оръдия стоят на горната палуба, а 138 милиметровата артилерия е на батарейната палуба, което ограничава ъгълът ѝ на обстрел. Главният недостатък на крайцера е неговата цена, неприемлива за последователите на „Младата школа“, имащи тогава голямо влияние във френските военноморски кръгове. В резултат на това, френският флот преминава към строителството на значително по-малки бронепалубни крайцери от 2-ри и 3-ти ранг.